# 永遠の一瞬 (虹ヶ咲学園スクールアイドル同好会の曲)
「永遠の一瞬」（えいえんのいっしゅん）は、虹ヶ咲学園スクールアイドル同好会によるシングル。2022年10月12日にLantisから発売された。

## 背景
前作「Future Parade」から約3ヶ月ぶりとなるシングルとしてリリースされた。
表題曲である「永遠の一瞬」は、スマートフォンゲーム『ラブライブ! スクールアイドルフェスティバル ALL STARS』3rd Seasonのストーリー41章挿入歌として使用された。リリースに先駆け、5thライブ『ラブライブ！虹ヶ咲学園スクールアイドル同好会 5th Live! 〜虹が咲く場所〜』のアンコールで披露された。
カップリング曲の「Hurray Hurray (12人ver.)」は、テレビアニメ『ラブライブ！虹ヶ咲学園スクールアイドル同好会』（第1期）の第7巻特装限定版特典CDに収録されている「Hurray Hurray」を、追加メンバーである三船栞子（小泉萌香）と、ミア・テイラー（内田秀）、鐘嵐珠（法元明菜）の3人がレコーディングに参加したバージョンとなっている。

## 制作
カップリング曲である「OUR P13CES!!!」は、“ニジガク with You”名義の楽曲で、2022年6月25日から7月2日まで開催された読者参加企画『アーティスト名は“ニジガク with You”！あなたと作る新曲プロジェクト』として制作された。タイトルや歌詞の一部はファンの公募によって採用され、ブックレットには参加者のペンネームが掲載されている。また、HiBiKi Radio Stationにて配信されているラジオ番組『RADIO！アニガサキ』の公開録音が7月10日に行われ、その際に収録した観覧客の拍手が楽曲に採用されている。

## リリース
2022年10月12日にLantisからリリースされ、初回生産特典としてスマートフォンゲーム『ラブライブ! スクールアイドルフェスティバル ALL STARS』で利用できるシリアルコードと、『ニジガクオリジナルネックストラップ&虹ヶ咲5th Live! ラミネートスタッフパス（名前入り特別仕様）』プレゼント応募抽選申込券がそれぞれ封入されている。

## チャート成績
2022年10月24日付のオリコン週間シングルランキングでは6位にランクインした。

## 収録曲
| #         | タイトル                                                           | 作詞               | 作曲               | 編曲               | 時間  |
| --------- | ------------------------------------------------------------------ | ------------------ | ------------------ | ------------------ | ----- |
| 1.        | 「永遠の一瞬」(虹ヶ咲学園スクールアイドル同好会)                   | Akira Sunset       | 馬場龍樹           | 縄田寿志           | 4:57  |
| 2.        | 「OUR P13CES!!!」(あなたと作る新曲プロジェクト“ニジガク with You”) | NOVECHIKA 吉村隆行 | NOVECHIKA 吉村隆行 | NOVECHIKA 吉村隆行 | 4:33  |
| 3.        | 「Hurray Hurray (12人ver.)」(虹ヶ咲学園スクールアイドル同好会)     | Ryota Saito        | Ryota Saito Diz    | Diz                | 4:33  |
| 4.        | 「永遠の一瞬」(Off Vocal)                                          |                    |                    |                    | 4:57  |
| 5.        | 「OUR P13CES!!!」(Off Vocal)                                       |                    |                    |                    | 4:33  |
| 6.        | 「Hurray Hurray (12人ver.)」(Off Vocal)                            |                    |                    |                    | 4:31  |
| 合計時間: | 合計時間:                                                          | 合計時間:          | 合計時間:          | 合計時間:          | 28:04 |

## タイアップ
| # | 曲名           | タイアップ                                                                                                 |
| - | -------------- | --- |
| 1 | 「永遠の一瞬」 | スマートフォンゲーム『ラブライブ! スクールアイドルフェスティバル ALL STARS』3rd Seasonストーリー41章挿入歌 |

### ユニットメンバー
1. 1 2 3 4 5  上原歩夢（大西亜玖璃）、中須かすみ（相良茉優）、桜坂しずく（前田佳織里）、朝香果林（久保田未夢）、宮下愛（村上奈津実）、近江彼方（鬼頭明里）、優木せつ菜（楠木ともり）、エマ・ヴェルデ（指出毬亜）、天王寺璃奈（田中ちえ美）、三船栞子（小泉萌香）、ミア・テイラー（内田秀）、鐘嵐珠（法元明菜）